# 仏山駅
仏山駅（ぶつざんえき）は中華人民共和国広東省仏山市禅城区鉄路新村に位置する中国国鉄広州鉄路集団が管轄する駅である。

## 所属路線
- 中国国鉄
  - 広三線（広茂線）：広州駅起点から22km、三水駅まで37km、茂名東駅まで339km

## 駅構造
- 単式ホーム1面、島式ホーム1面の地上駅である。駅舎は二層構造で一階は第一待合室、出札口、荷物保管室と鉄路口岸（出入国検査場）があり、二階には第二待合室がある。5本の線路があり、1・3・4番目は着発線、残り2本が通過線である。線路は仏山東駅の貨物扱い施設に連接している。

## 利用状況
2010年2月現在、各種別を含め毎日40本余りの旅客列車が発着する。

## 歴史
- 1903年：開業した[2]。
- 1958年：貨物扱いを開始した[2]。
- 1958年：新駅舎を使用開始した。

## 隣の駅
中国国鉄
広三線（広茂線）
仏山東駅 - 仏山駅 - 街辺駅